# Écommoy
Écommoy é uma comuna francesa na região administrativa do País do Loire, no departamento de Sarthe. Estende-se por uma área de 28.50 km². Em 2010 a comuna tinha 4 782 habitantes (densidade: 167,8 hab./km²).